# توماس دبلیو. لاوسون (کشتی)
توماس دبلیو. لاوسون (کشتی) (به انگلیسی: Thomas W. Lawson (ship)) یک کشتی بود. این کشتی  در سال ۱۹۰۲ ساخته شد.